# Virus de l'encéphalite de la Murray Valley
Orthoflavivirus murrayense
Espèce
Synonymes
- Murray Valley encephalitis virus, ICTV, 1971

Le Virus de l'encéphalite de la Murray Valley, Orthoflavivirus murrayense (anciennement Murray Valley encephalitis virus, MVEV), est une espèce de virus du genre Orthoflavivirus, responsable d’une zoonose endémique au nord de l’Australie et à la Papouasie-Nouvelle-Guinée. C'est l'agent causal de l'encéphalite de Murray valley (auparavant connue sous le nom d'encéphalite australienne) qui peut provoquer chez l'Homme une maladie neurologique chronique ou la mort. Le MVEV est apparenté au virus de Kunjin qui a une écologie analogue mais présente un taux de morbidité inférieur.
Le MVEV est un arbovirus transmis par les moustiques qui parcourt un cycle oiseau-moustique-oiseau. Les oiseaux aquatiques  de l'ordre des Ciconiiformes, dont font partie les hérons et les cormorans, constituent le réservoir normal du MVEV. Le principal moustique vecteur est  Culex annulirostris . L'infection humaine survient seulement après piqûre par des moustiques infectés, elle ne peut pas être transmise d’homme à homme par contact direct.
.
Les premières épidémies de MVE sont survenues en 1917 et 1918 en Australie du sud-est après des années de précipitations importantes. Le virus a été isolé dans des prélèvements humains en 1951 au cours d’une épidémie dans la vallée de Murray, en Australie . Les épidémies se produisent habituellement à cause de migrations d’oiseaux ou de moustiques infectés venant de zones endémiques et se déplaçant vers des zones non-endémiques 
La majorité des infections par le MVEV sont infra-clinique, c.-à-d. qu’elles ne provoquent pas de symptômes apparents de la maladie, bien que certaines personnes puissent présenter une forme atténuée de la maladie avec des symptômes tels que de la fièvre, des maux de tête, des nausées et des vomissements et seulement un très petit nombre de ces cas continuent à évoluer pour développer une MVE. En fait, la surveillance sérologique qui mesure le niveau des anticorps anti-MVEV dans une population permet d’estimer que seulement 1 cas sur 800 à 1 000 infections a pour conséquence une maladie clinique. La période d'incubation après l'exposition au virus est d’environ 1 à 4 semaines. Après avoir été infectée, une personne gardera toute sa vie une immunité à l’égard du virus. Quand un patient présente des symptômes évoquant une MVE et a séjourné dans une zone d’endémie pour le MVE pendant la saison des pluies (de novembre à juillet), époque où les épidémies surviennent habituellement, l'infection par le MVE doit être confirmée par diagnostic de laboratoire, habituellement par détection d'une élévation significative des anticorps spécifiques du MVE dans le sérum du patient.
.
L'étude scientifique du génôme du MVEV a été facilitée par le clonage de l’ADN infectieux du virus (Hurrelbrink et coll., 1999) . Des mutations survenues dans le gène de l’enveloppe du virus ont été reliées à l'atténuation de la virulence de la maladie sur des souris utilisées comme modèles de l'infection.

## Référence biologique
- (en) ICTV : Murray Valley encephalitis virus  (consulté le 28 février 2021)